# Hjalmar Blomberg
Axel Hjalmar Blomberg, född 2 februari 1862 i Bollnäs församling i Gävleborgs län, död 4 november 1938 i S:t Johannes församling i Stockholm, var en svensk rederiman.
Blomberg trädde efter sjökaptensexamen 1882 i Rederi AB Sveas tjänst. 1901 blev han företagets VD och under hans ledning genomgick bolaget en kraftig expansion. Bland annat fusionerades bolaget med Stockholms ångfartygs rederi AB och Ångfartygs AB Södra Sverige. Genom dessa fusioner kom Rederi AB Svea att förfoga över fler fartyg än något annat rederi i Sverige. 1918 pensionerades Blomberg från sin VD-post och blev då istället förste direktör i Hallands ångbåts AB som under hans ledning fusionerades med Rederi AB Nornan.
Hjalmar Blomberg var gift med Eva Mathilda Ekebohm (1886–1974).